# رودلف فلايشمان
رودلف فلايشمان (بالألمانية: Rudolf Fleischmann)‏ هو أستاذ جامعي وفيزيائي ألماني، ولد في 1 مايو 1903 في إرلنغن في ألمانيا، وتوفي بنفس المكان في 3 فبراير 2002.

## وصلات خارجية
- رودلف فلايشمان على موقع مونزينجر (الألمانية)